# C/2014 W6 (Catalina)
C/2014 W6 (Catalina) — одна з параболічних комет. Ця комета була відкрита 20 листопада 2014 року; вона мала 18.3m на час відкриття.